# Santa Cecília de Torreblanca
Santa Cecília de Torreblanca és una capella romànica del municipi de Ponts (Noguera) inclosa en l'Inventari del Patrimoni Arquitectònic de Catalunya.
Es troba aïllada als afores (sud-oest) del nucli de Torreblanca, enmig de camps de conreu, a l'indret de l'Areny, envoltats per un ampli meandre del riu Segre. Considerada l'ermita de planta circular més petita de Catalunya.

## Història
No es coneixen dades històriques sobre aquest temple singular. Tanmateix l'antiguitat del poblament d'aquest indret és inqüestionable, com demostren les troballes arqueològiques que s'han descobert al voltant de l'església.
A tota la zona meridional de l'església de Santa Cecília hom ha trobat, en els anivellaments que s'hi han fet per a les feines agrícoles, diversos fragments ceràmics,
teules planes i materials petris, que poden ésser datats en una època romana tardana o, fins i tot, visigòtica, com, per exemple, algunes de les sivelles guardades al Museu del Montsec d'Artesa de Segre. Moltes d'aquestes restes poden ésser relacionades amb una necròpoli que hi degué haver en aquest indret. L'any 1983, hi poguérem veure dues sepultures de lloses, en un tall d'1 m d'alçada, en un punt situat a uns 30 m cap al sud-oest de la capella; així mateix, s'hi veien restes de murs orientats de nord a sud.
L'any 1976, a uns 100 m a llevant de l'edifici romànic, es localitzaren dos sarcòfags de pedra orientats d'oest a est, de coberta monolítica de dos vessants, que contenien dos individus en posició decúbit supí.

## Arquitectura

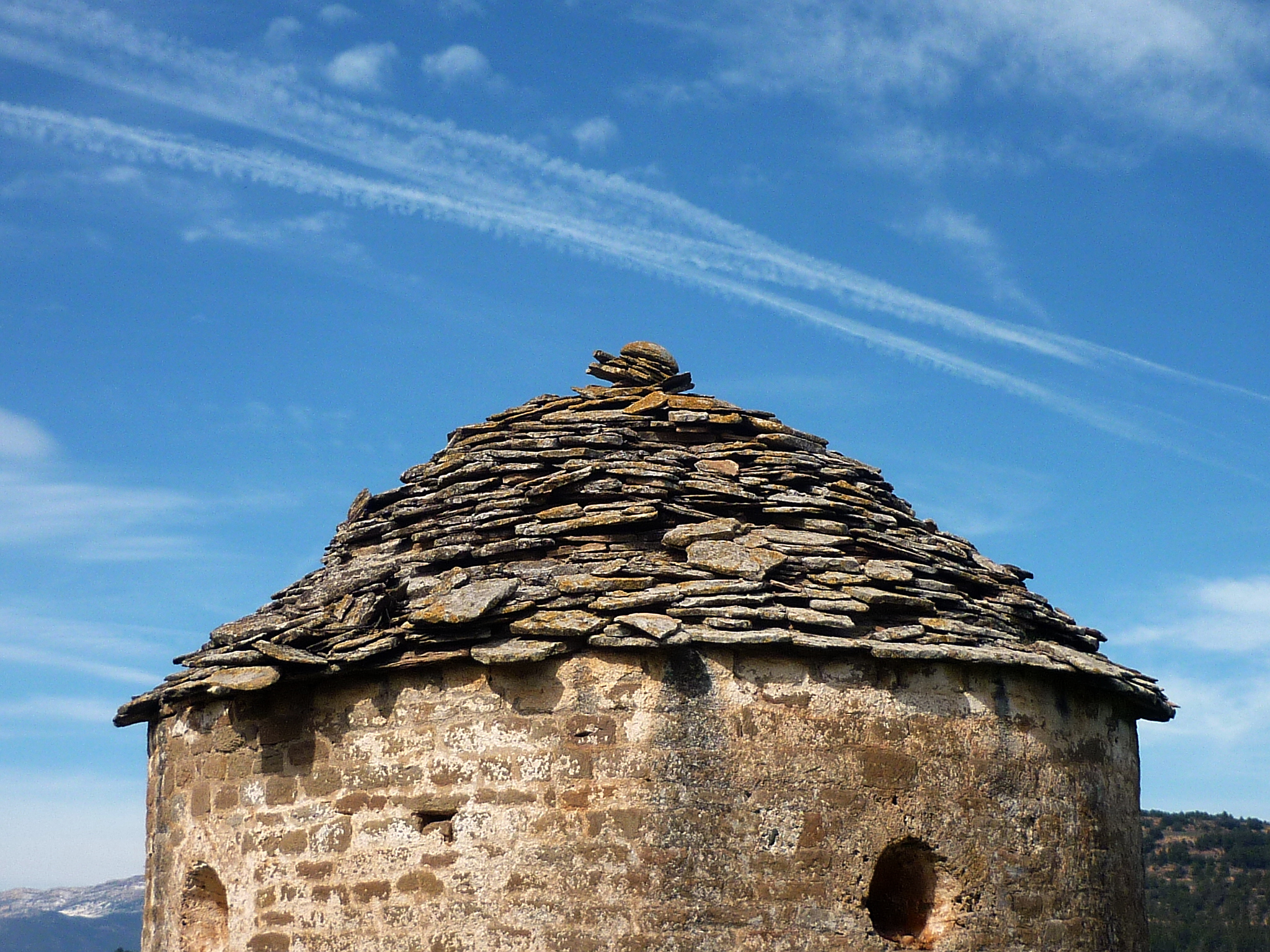
Detall de la coberta

És un edifici molt petit. Malgrat això i la senzillesa aparent, presenta nombrosos interrogants, que comencen en l'emplaçament mateix, en un lloc on hi havia una vil·la d'època romana i on es troben nombrosos fragments ceràmics i elements esculpits, els quals palesen una ocupació molt antiga de l'indret i l'existència d'unes probables estructures arquitectòniques més complexes que les que són visibles en l'actualitat. L'estructura respon a una planta circular, d'uns 6 m de diàmetre, i 3,25 m d'alçada del mur, coberta amb cúpula semiesfèrica, sense nau o absis diferencial. El cercle de la planta es deforma al costat de ponent, on forma un mur més rectilini en el qual s'obre la porta, resolta amb un arc de mig punt, encofrat amb taulons i de brancals rectes, sense galze per a les fulles de la porta, que tenen les pollegueres tallades en unes pedres encastades en la cara interna del mur. Aquest mur rectilini es produeix també en la part baixa de la cara externa del parament, on continua formant dos murs, actualment molt embardissats, d'1,60 m d'alçada, en angle recte i perfectament integrats en l'estructura dels paraments de l'església, que continuen per sobre d'aquests murs. No hi ha traces que aquests murs s'haguessin continuat més enllà de l'alçada actual. Fa l'efecte que aquests murs formaven part d'un primer projecte de l'església, que no s'arriba a concretar, la qual queda reduïda, doncs, a la petita rotonda conservada. L'edifici presenta tres finestres circulars, ben orientades, resoltes com a ulls de bou, de doble esqueixada i executats en pedra tosca, la qual cosa contrasta amb el parament de carreus, a penes escairats, disposats en filades uniformes i regulars, i embegut en el morter de calç de la resta de l'església.
Les façanes són totalment mancades d'ornamentació i no presenten cap caràcter que permeti establir una filiació o una datació, tret de l'aparell, que s'avé amb les fórmules constructives de l'arquitectura del segle xi, sense excloure una datació lleugerament posterior, o la possible reconstrucció d'algun edifici preexistent. El caràcter totalment concentrat de l'estructura de Santa Cecília fa evocar la propera església de Sant Bartomeu del Tossal, l'absis de la qual també constituïa, probablement, un edifici de planta concentrada.